# Onthophagus cyclographus
Onthophagus cyclographus là một loài bọ cánh cứng trong họ Bọ hung (Scarabaeidae).